# San Buenaventura (Honduras)
San Buenaventura – gmina (municipio) w południowym Hondurasie, w departamencie Francisco Morazán. W 2010 roku zamieszkana była przez około 2,1 tys. mieszkańców. Siedzibą administracyjną jest miejscowość San Buenaventura.

## Położenie
Gmina położona jest w południowej części departamentu. Graniczy z gminami:
- Dystrykt Centralny od północy,
- Nueva Armenia od południa,
- Maraita od wschodu,
- Sabanagrande i Santa Ana od zachodu.

## Miejscowości
Według Narodowego Instytutu Statystycznego Hondurasu na terenie gminy położone były następujące miejscowości:
- San Buenaventura
- El Calvario
- El Ciruelo
- El Horno